# تاتارکند
تاتارکند (به لاتین: Tatarkend) یک منطقه مسکونی در جمهوری آذربایجان است که در شهرستان کردامیر واقع شده‌است.